# Complesso della Santissima Annunziata
Il complesso della Santissima Annunziata è un monumento della città di Sulmona, dichiarato monumento nazionale nel 1902.  
Fino al 1960, il palazzo fu adibito a Ospedale Civile ma adesso è sede del Museo Civico sulmonese e dell’Auditorium. 
Inoltre, la chiesa è stata riaperta al culto nel dicembre 2012 dopo tre anni di chiusura dovuti al sisma del 2009 (Terremoto dell'Aquila del 2009).

## La chiesa

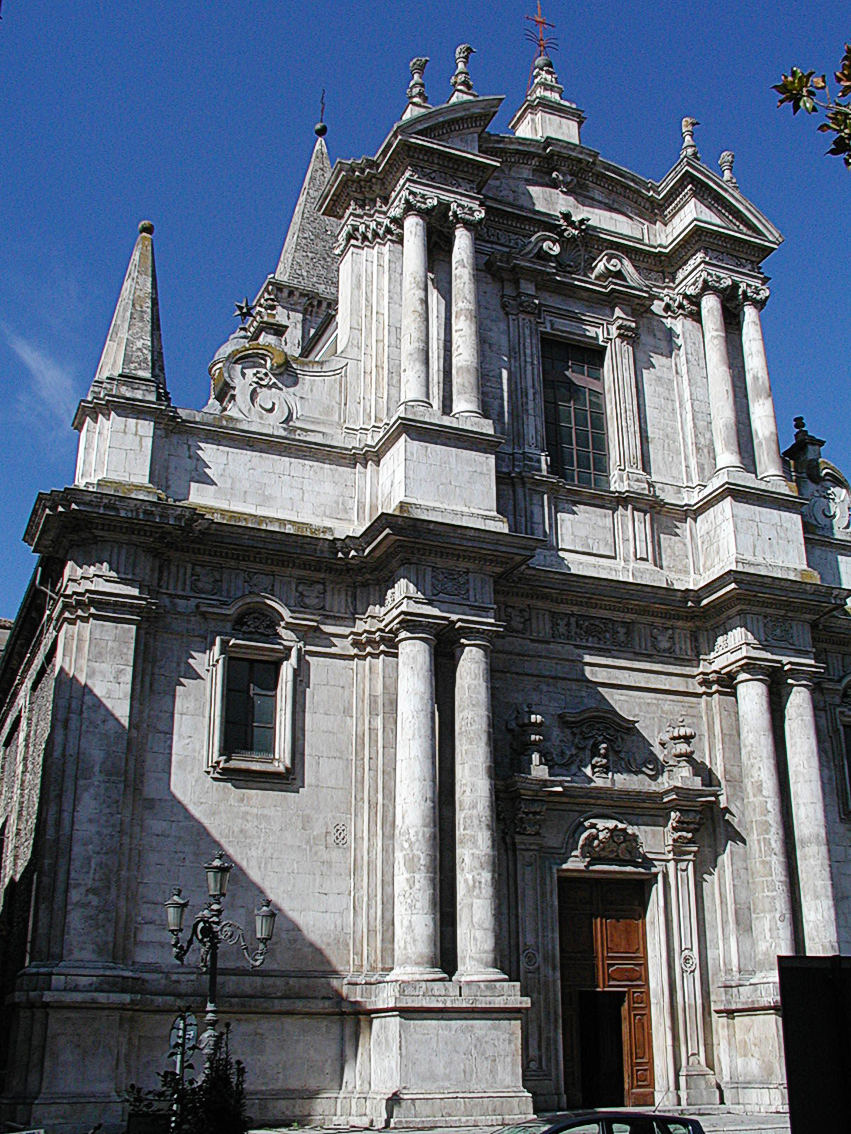
Facciata della chiesa

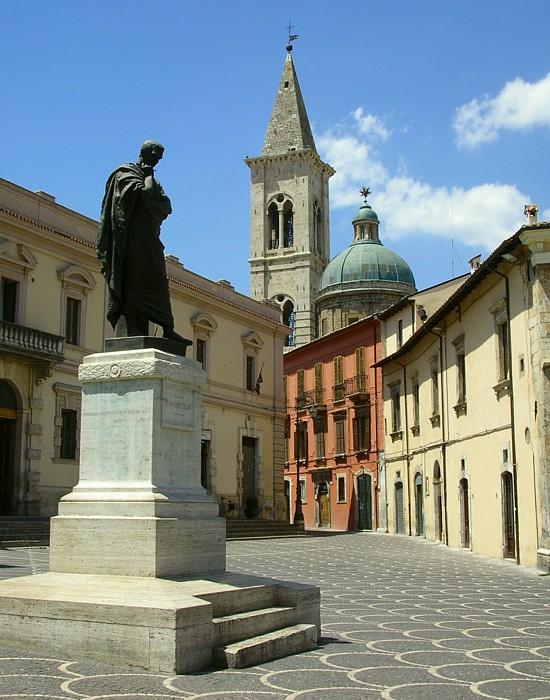
Campanile della collegiata visto da piazza XX settembre

La chiesa, fondata nel 1320 dalla confraternita dei Compenitenti assieme all'annesso ospedale, non conserva tracce della originaria costruzione, sia a causa dei danni subiti nel terremoto del 1456, sia per gli interventi di trasformazione architettonica che ne modificarono radicalmente la struttura dell'inizio del XVI secolo. Inoltre, un altro rovinoso evento sismico, quello del 1706 condusse a un nuovo, importante intervento di ricostruzione che diede alla chiesa un aspetto barocco, con una facciata imponente a due ordini di colonne, opera, quest'ultima del Maestro Norberto Cicco di Pescocostanzo (1710).

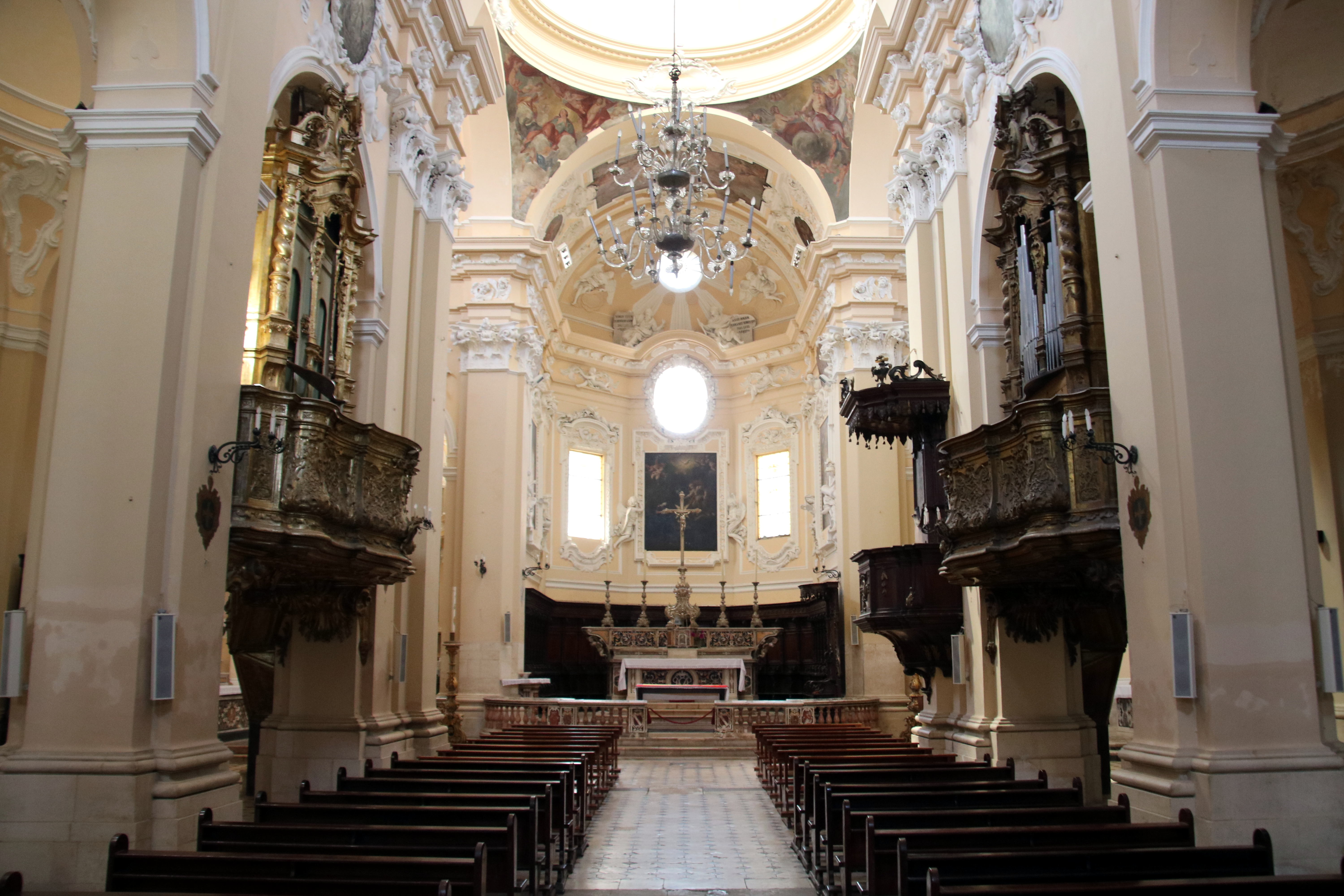
Interno

L'interno si presenta suddiviso in tre navate e si mettono in evidenza opere di carattere scultoreo e pittorico. La navata centrale della chiesa è coperta da una volta a botte affrescata. Un'ampia cupola estradossata con lanterna si trova all'incrocio della navata centrale con il transetto. Gli altari presenti nella chiesa sono opera dello scalpellino Norberto Cicco di Pescocostanzo, anche autore della nuova facciata.
Tra i dipinti che abbelliscono la chiesa vanno messi in risalto gli affreschi di Giambattista Gamba sulle volte. Tra le tele sugli altari laterali spiccano, per qualità, la Pentecoste del 1598 di Berna Monaldius Florentinus e la Comunione degli apostoli di Alessandro Salini, sulmonese. Nel coro della chiesa ricostruita vennero ricollocati, sulle pareti laterali dell’abside maggiore, due dipinti di Giuseppe Simonelli (1650 ca-1710), allievo di Luca Giordano, che raffigurano la Natività di Maria e la Presentazione al Tempio. Al centro dell’abside si può apprezzare l’Annunciazione del pittore pistoiese Lazzaro Baldi (1624-1703), eseguita nella seconda metà del Seicento. Inoltre, all’interno della chiesa, risulta di grande rilievo la presenza degli organi affacciati, posti nella navata maggiore del transetto. 
Il coro, in legno, fu realizzato dall'artista locale Bartolomeo Balcone tra il 1577 ed il 1579, mentre la parte sottostante agli organi, in stile vagamente rococò, in legno intagliato e dorato, è di Ferdinando Mosca. Gli organi invece sono, quello sul lato sinistro di Tommaso Cefalo di Vasto (1749) e quello sul lato destro fu fatto costruire dai Fedeli di Camerino nel 1753.
Sul fondo della navata destra si trova la Cappella della Vergine. La Cappella presenta due fasi di costruzione: la prima si può datare al 1620 e fa riferimento all’opera del marmorario Giacomo Spagna, mentre l’altra è da riferirsi alle ricostruzioni seguite al 1706 quando, un maestro pescolano completò la cappella nelle pareti laterali. Sempre all’interno della Cappella trova alloggio l'altare della Vergine, un paliotto dalla forma piatta con motivi decorativi di girali d’acanto. L’opera è stata eseguita da artisti di Pescocostanzo e dal marmorario romano Giacomo Spagna (1620). Sul lato destro, poco dopo l'ingresso, si trova la tomba di Panfilo Serafini, patriota sulmonese morto nel 1864.
La sacrestia presenta un mobilio ad intagli databile al 1643 con una serie di arredi sacri di epoca barocca ed argenterie di fattura napoletana; numerosi sono i pezzi provenienti dalla chiesa che trovano posto, in esposizione, presso il locale Museo Civico.
Il campanile progettato dal vescovo dei Marsi Matteo Colli fu realizzato dal "mastro Alessio" tra il 1565 e il 1588 (iscrizione posta sotto il cornicione). Alto poco più di 65 metri, presenta una pianta quadrata con lati di 7,20 metri. È costruito su due piani e presenta una cuspide piramidale e quattro bifore per ciascun piano. 
È il campanile più alto d'Abruzzo. Su questo modello sono inspirati i campanili della Badia Morronese e della parrocchiale di Pacentro.

## Il palazzo

### Storia
L'edificazione del palazzo attiguo alla chiesa è iniziata nel Quattrocento e si è protratta per quasi due secoli. Il terremoto del 1706 e i rifacimenti dell'Ottocento sino all'ultimo del 1968, hanno profondamente modificato la parte interna dell'edificio, tuttavia la struttura architettonica globale, specie per ciò che riguarda la facciata e la planimetria generale, oltre alla murazione, sono rimasti più o meno inalterati.
Svariate furono le destinazioni che l'edificio ebbe nel corso dei secoli. La zona posteriore del palazzo fu adibita a Ospedale Civile sino al 1960, mentre la parte antistante fu destinata a sede della magistratura cittadina, di uffici comunali, del giudice conciliatore, di una scuola pubblica e, per ultimo, del Museo Civico.
Oggi, una parte del complesso è destinata ad Auditorium da 250 posti per l'attività della Camerata Musicale Sulmonese.
Il terremoto che nel 2009 ha colpito l'Abruzzo ha provocato danni alle strutture dell'edificio da far sì che la parte medievale del museo civico è inagibile.

### Facciata

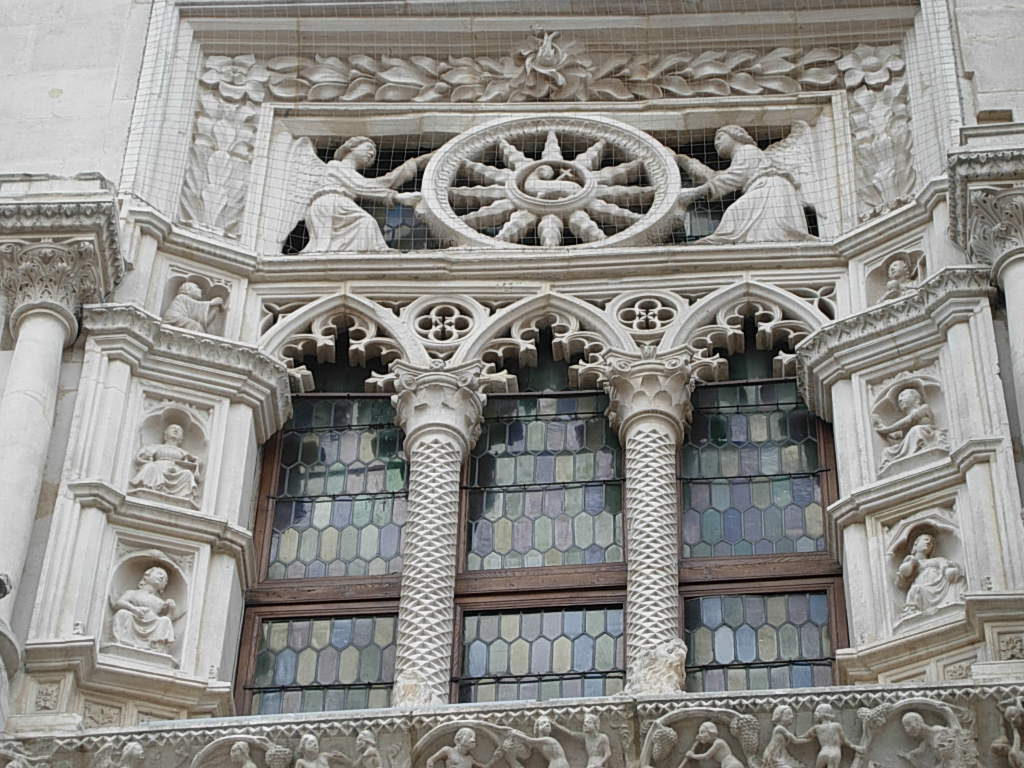
Facciata: trifora rinascimentale

La facciata del palazzo mostra una sovrapposizione di stili. Il portale ogivale (l'antica Porta dell'Orologio) è di stile gotico (1415 circa) con un arco dove è collocata la statua di san Michele Arcangelo. Le coppie di colonne terminano in due piccoli rosoni rilevati e una Madonna con Bambino di scuola napoletana è posta nella lunetta. Molto bella è la finestra trifora quattrocentesca, con ornamenti di colonnine tortili che insistono su figure leonine e una scultura raffiguranti le Virtù. Lo stemma della città sormonta la finestra assieme al simbolo dell'arme della famiglia di Antonuccio di Rainaldo, importante finanziatore dell'edificio, così come documentato dall'iscrizione ivi posizionata.
La parte centrale del prospetto è di chiara derivazione rinascimentale, con il suo portale sormontato da un timpano (sul quale è visibile un altorilievo raffigurante una Madonna con Bambino e quattro angeli oranti) che conduce alla Cappella del Corpo di Cristo. Al di sopra vi è una bifora con due angeli che reggono uno stemma con la sigla A.M.G.P. (Pio Ente della Casa Santa dell'Annunziata). Questa porzione della facciata risale alla seconda metà del XV secolo.
La parte laterale del prospetto, la cui edificazione fu eseguita tra il 1519 ed il 1522, presenta una bifora che sovrasta il portale dell'antica spezieria, senza timpano con decorazioni anch'esse di impronta rinascimentale che raffigurano, in bassorilievo, l'Angelo e la Vergine.
Un lungo fregio divide in due la lunga facciata. Presenta raffigurazioni di putti, araldi, animali fantastici e figure sacre e profane percorse da volute formate da un motivo a tralcio di vite.  Sulla facciata alloggiano sette statue che rappresentano, nell'ordine, da sinistra a destra: san Gregorio Magno, san Girolamo, sant'Agostino, sant'Ambrogio (dottori della Chiesa), san Panfilo (patrono di Sulmona), san Pietro e san Paolo.
Un piccolo campanile a vela, edificato da maestranze pescolane in seguito a una ristrutturazione posteriore al sisma del 1706 e che va a sormontare l'orologio, completa la complessa struttura prospettica.

### Il corpo
I corpi laterali e parte posteriore del palazzo furono edificati in epoche diverse a partire dal 1483 sino al 1590 e ciò è testimoniato dalle varie iscrizioni riscontrabili sull'edificio. L'ingresso principale del palazzo è costituito dalla Porta dell'Horologio (1415) che immette in un androne al cui fondo è posizionata una statua del poeta Ovidio, rappresentato in abiti medievali a reggere un libro su cui è ben visibile il noto emistichio posto sui sigilli e gli stemmi della città di Sulmona, Sulmo mihi patria est (Sulmona è la mia patria) ed alla cui base è riportata la seguente iscrizione: POETA OVIDIUS NASO - SULMONENSIS. 

## Musei
Facendo eccezione solo l'ala nord-ovest del palazzo, adibita ad auditorium, tutte le aree del Palazzo dell'Annunziata sono praticamente adibite a sale museali del Civico sulmonese, con le seguenti sezioni:
- Sezione archeologica (Museo civico)
- Sezione medievale-moderna (Museo civico)
- Sala della Domus romana (Museo archeologico "in situ")
- Museo del costume popolare abruzzese-molisano e della transumanza

## Galleria d'immagini

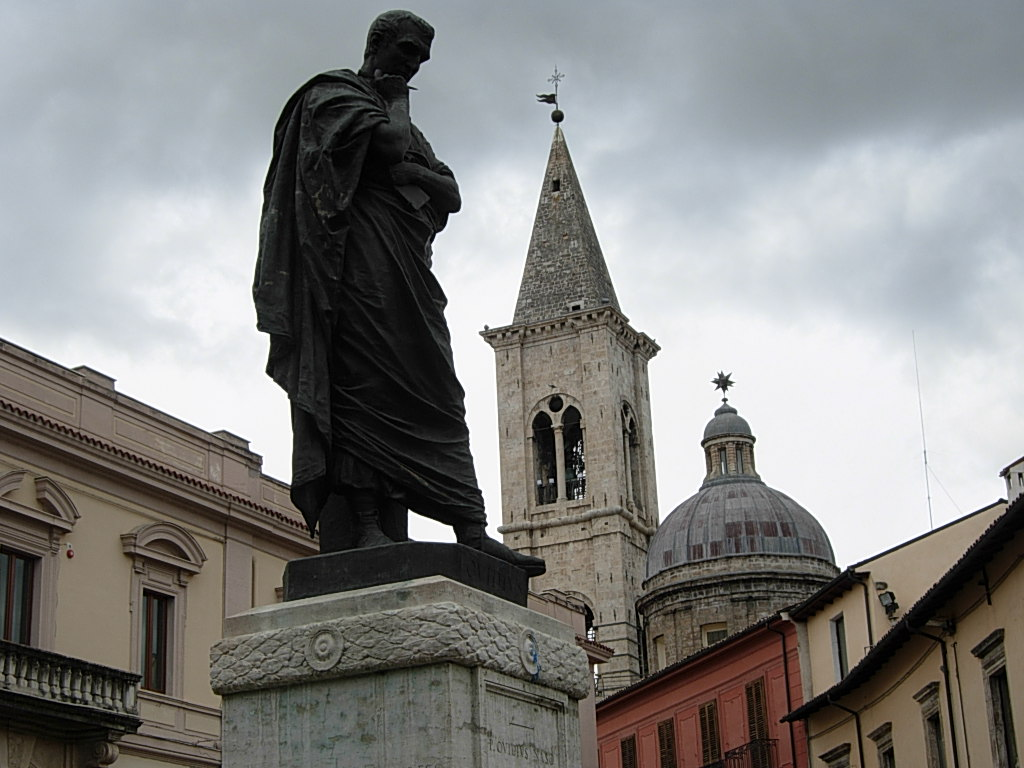
Campanile e cupola visti da piazza XX settembre
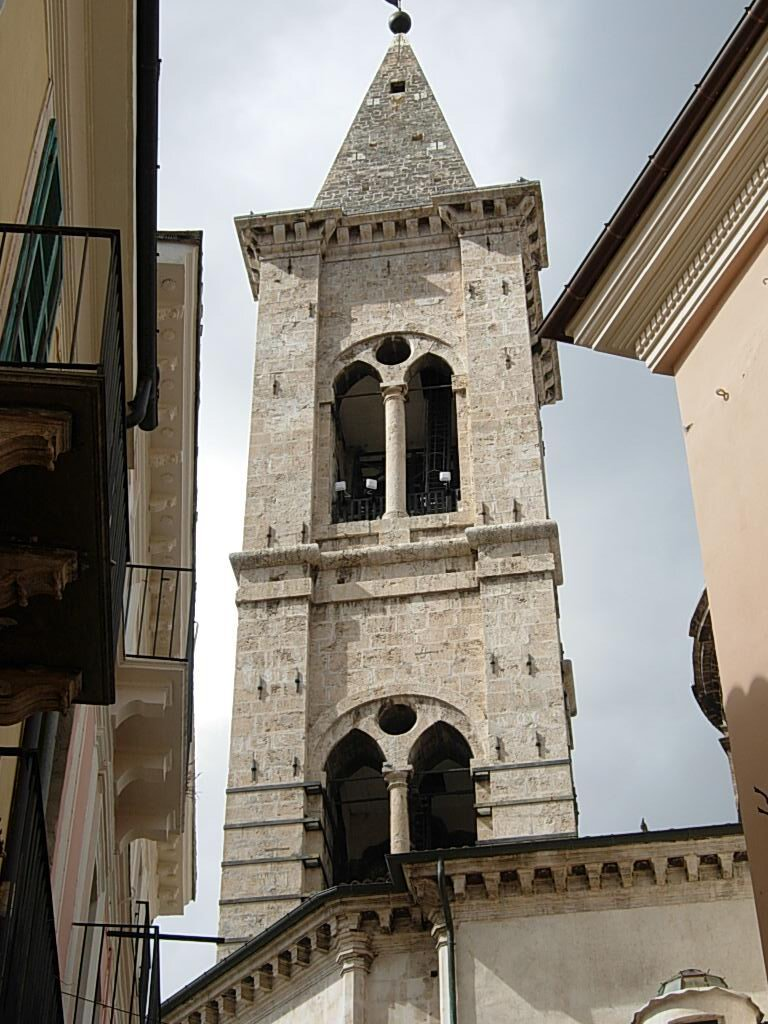
Campanile
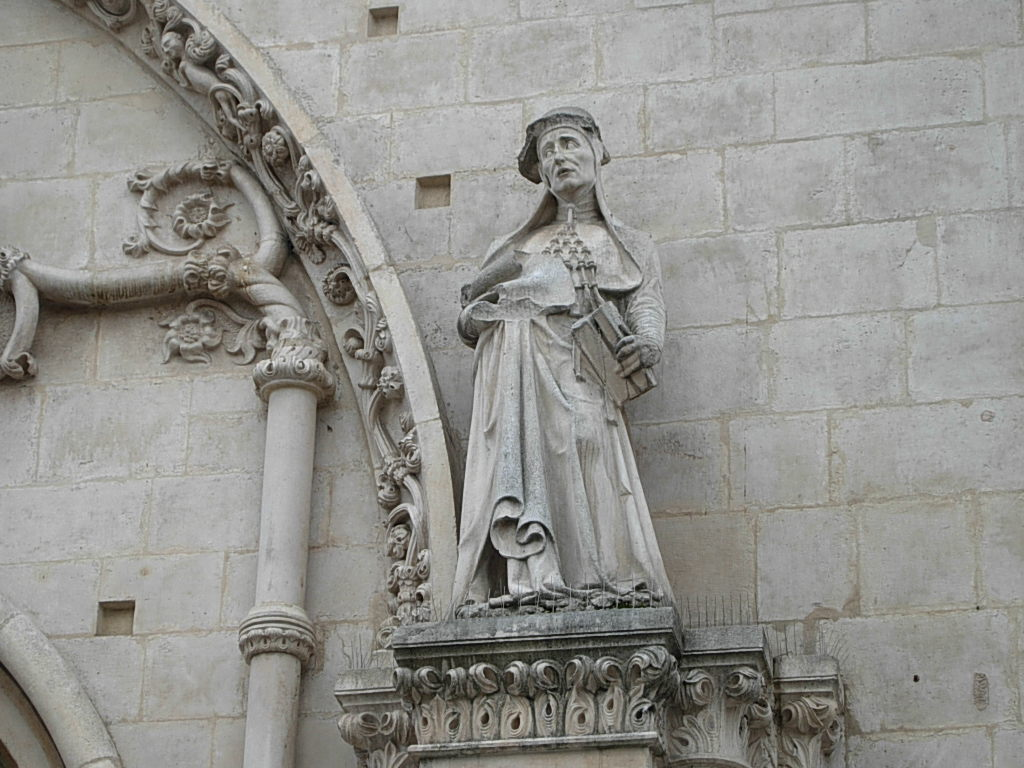
Facciata: statua di san Girolamo
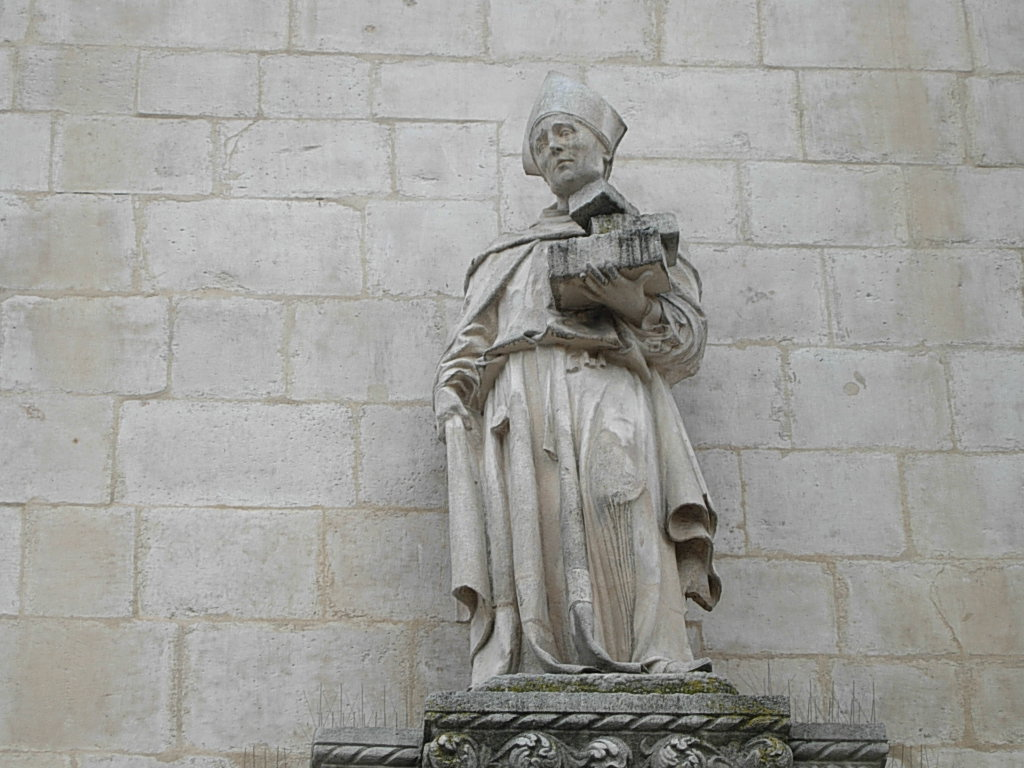
Facciata: statua di san Agostino
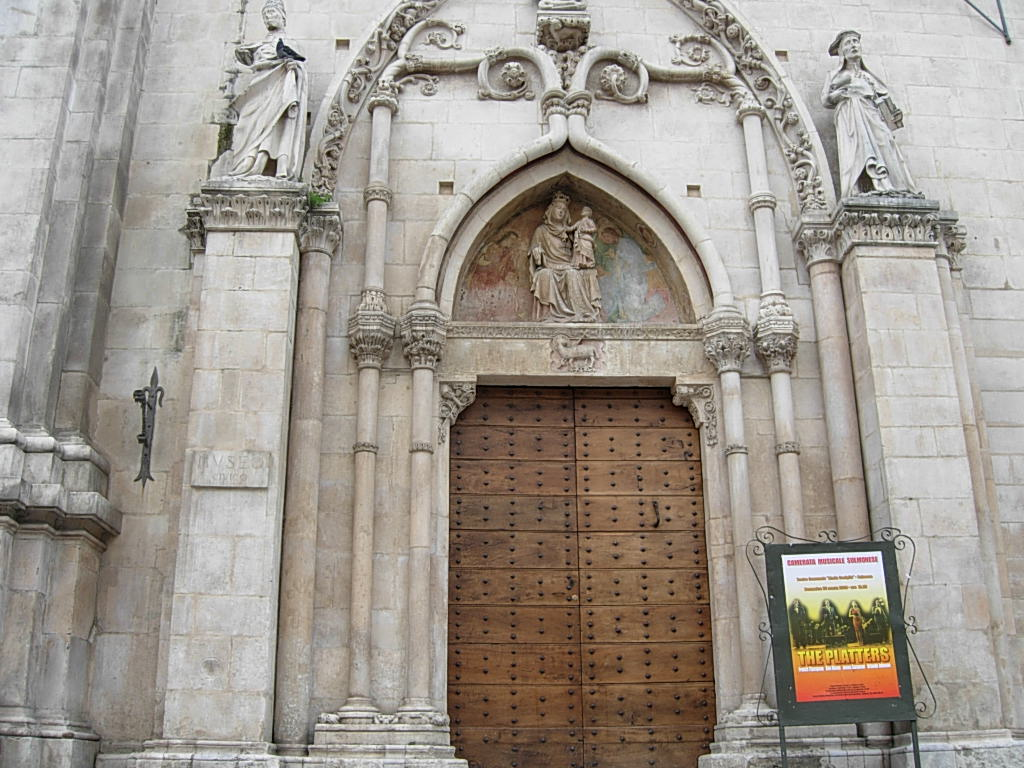
Portale d'ingresso al Museo civico
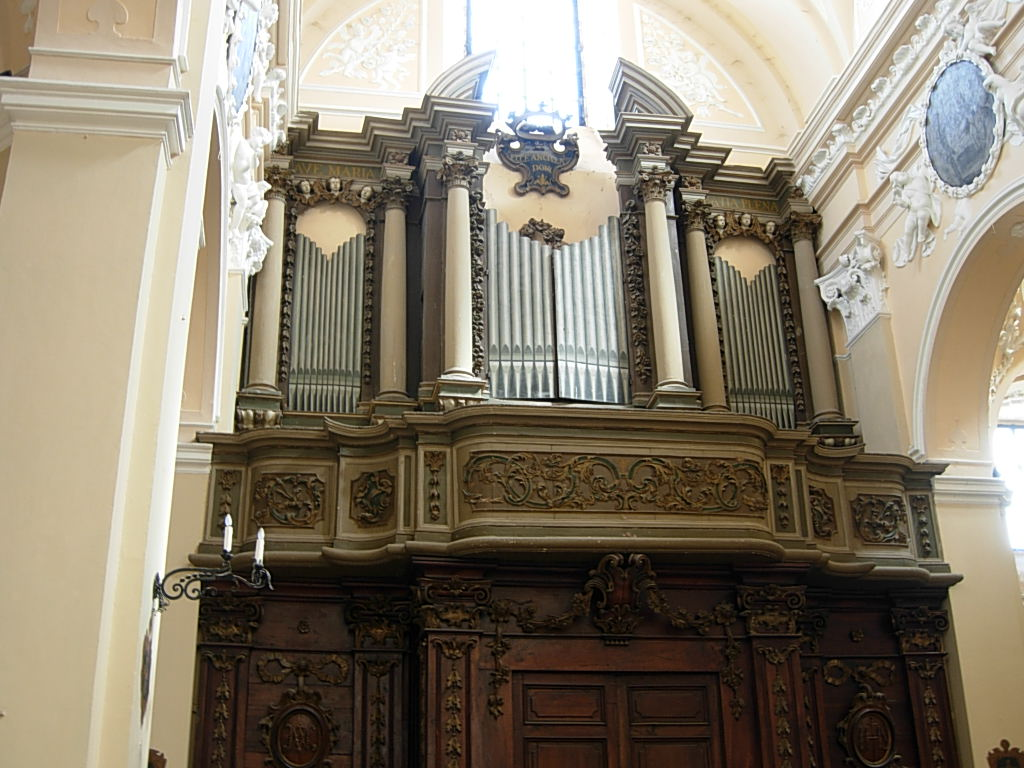
Interno: organo
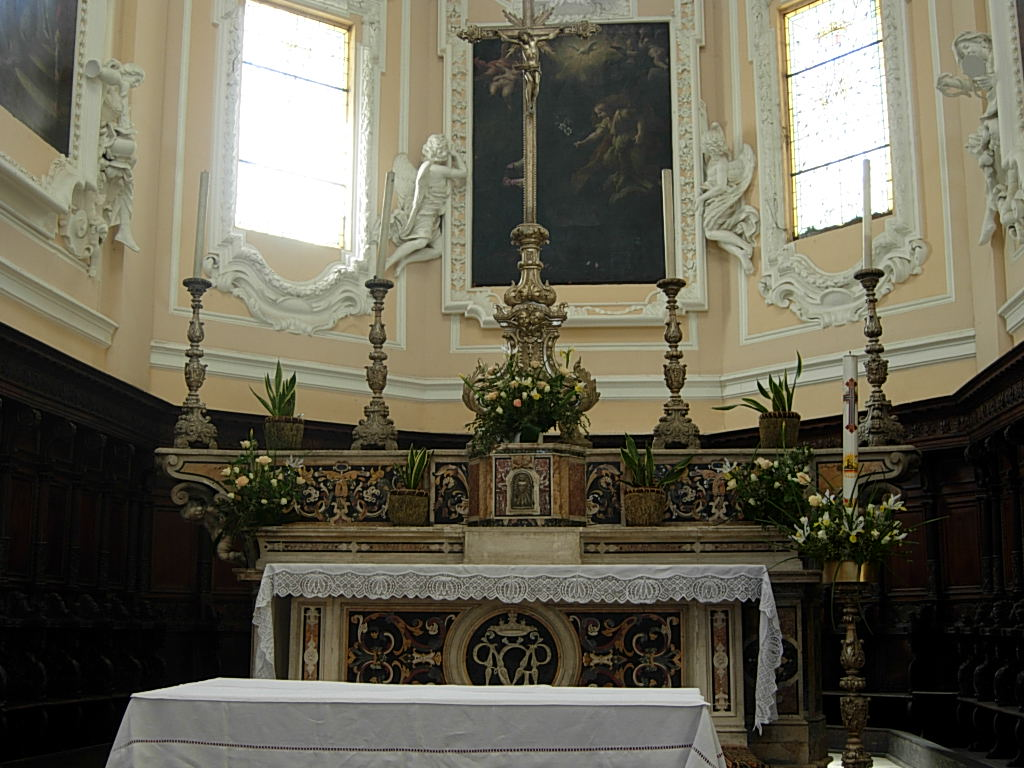
Altare maggiore
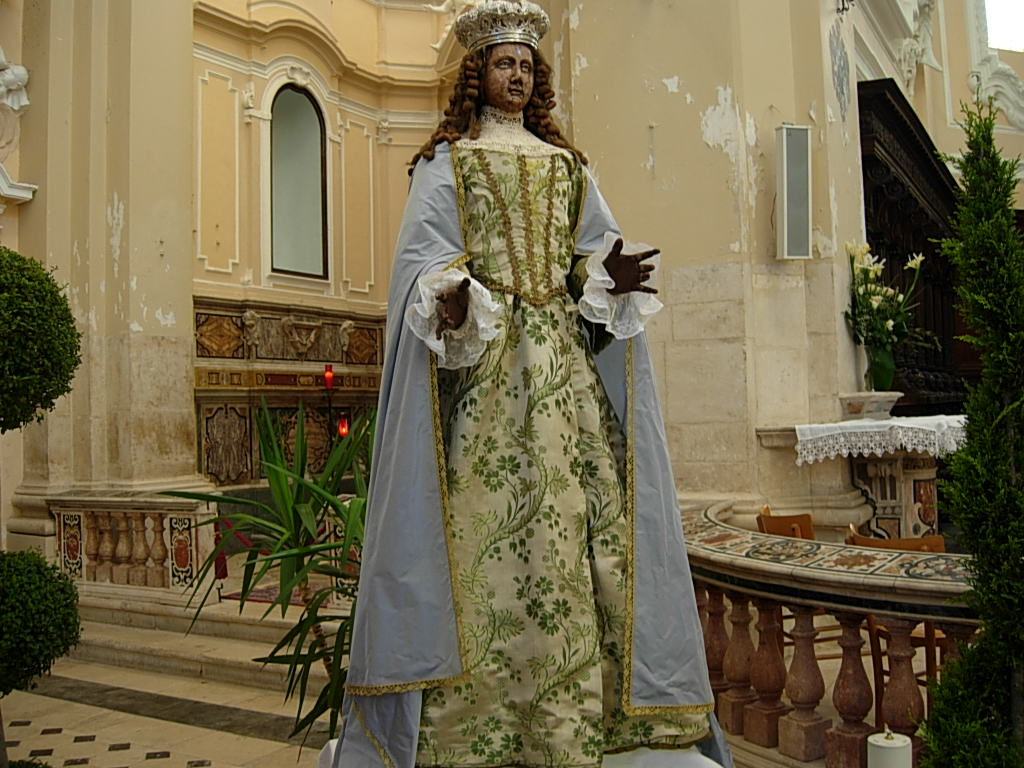
Statua lignea della Madonna
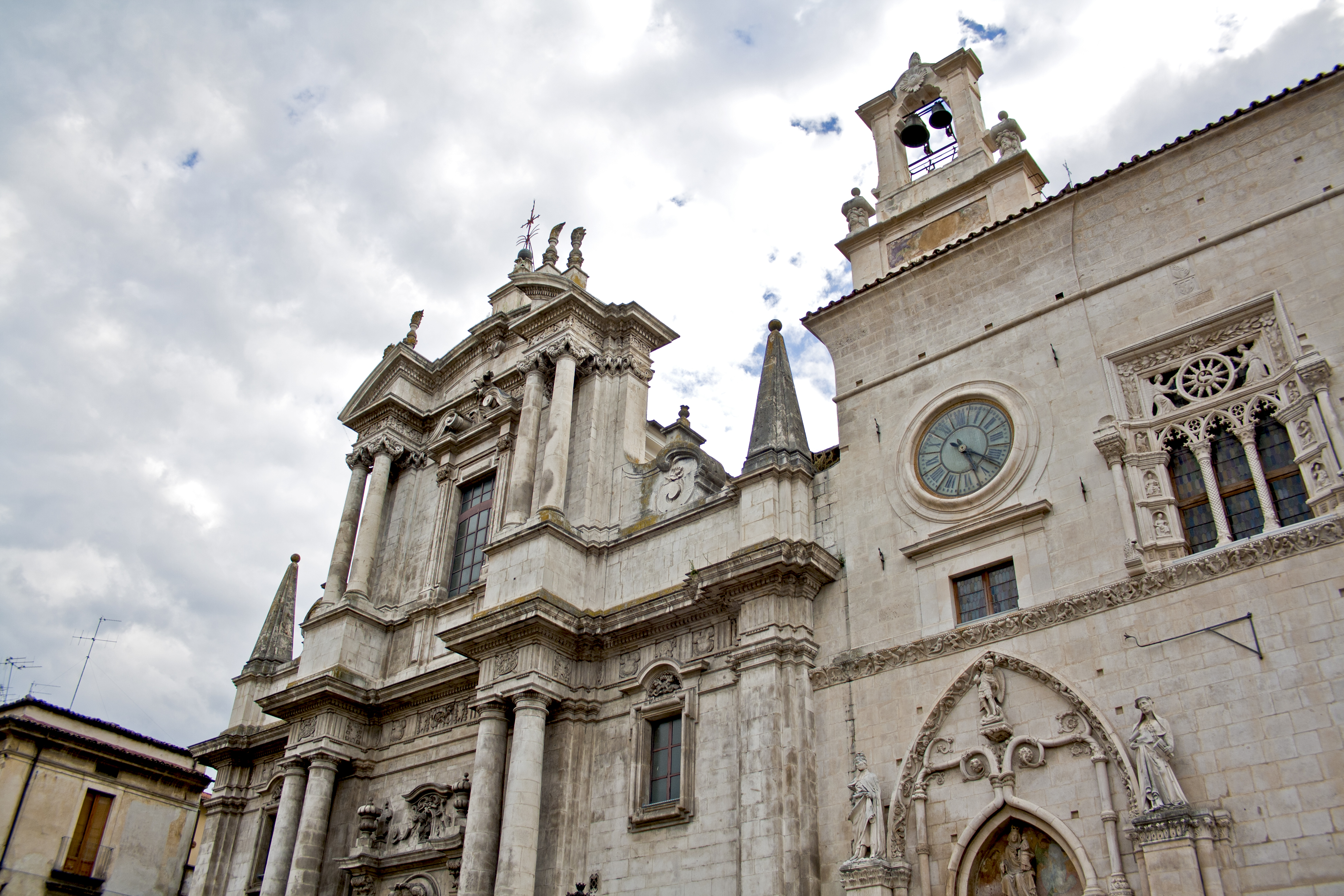
Facciata e campanile del complesso